# Resolution 159 des UN-Sicherheitsrates
Die Resolution 159 des UN-Sicherheitsrates ist eine Resolution, die der Sicherheitsrat der Vereinten Nationen in der 907. Sitzung am 28. September 1960 einstimmig beschloss. Sie beschäftigte sich mit der Aufnahme Malis als neues Mitglied in die Vereinten Nationen.

## Hintergrund
Mali war danach bis zur Unabhängigkeit Teil von Französisch-Westafrika. Bei Wahlen 1956 konnte Modibo Keïta zum einen in der Malischen Territorialversammlung, zum anderen auch in der französischen Nationalversammlung einen Sitz gewinnen. Keita und seine Partei, die US-RDA, strebten daraufhin in Richtung Unabhängigkeit. Am 24. November 1958 wurde Sudan autonome Republik innerhalb der Communauté française. Am 25. März 1959 schloss es sich mit Senegal zur Mali-Föderation zusammen.
Die Mali-Föderation wurde am 20. Juni 1960 unabhängig. Der Sicherheitsrat genehmigte mit der Resolution 139 am 28. Juni 1960 einen Beitritt der Föderation zu den Vereinten Nationen. Die Grenzziehung zwischen den Teilstaaten war jedoch willkürlich durch das französische Kolonialterritorium vorgegeben und hielt sich nicht an Traditionen, Völkerschaften, gewachsene Beziehungen oder Feindschaften. Dementsprechend trat Senegal am 20. August desselben Jahres aus der Föderation aus, und am 22. September 1960 wurde der verbliebene Teil als Republik Mali formell selbständig.

## Inhalt
Der Sicherheitsrat gab bekannt, dass er die Aufnahme Malis als neues Mitglied der Vereinten Nationen geprüft hat und empfahl der UN-Generalversammlung einer Aufnahme zuzustimmen.

## Beitritt
Mali trat den Vereinten Nationen noch am selben Tag (28. September) bei.